# أكثر الإرهابيين مطلوبية لمكتب التحقيقات الفيدرالي

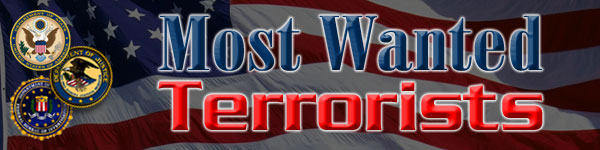
اللافتة التي استخدمها مكتب التحقيقات الفدرالي منذ إنشائه في 10 أكتوبر 2001 كعنوان رئيسي لصفحات الموقع حيث توجد قائمة الإرهابيين المطلوبين. الأختام الثلاثة المتداخلة على اليسار هي ختم وزارة الخارجية الأمريكية (على غرار الختم العظيم للولايات المتحدة) وختم مكتب التحقيقات الفيدرالي بينما يوجد على اليمين ختم وزارة العدل الأمريكية

قائمة أكثر الإرهابيين مطلوبية لمكتب التحقيقات الفيدرالي هي قائمة تم إنشاؤها ونشرها لأول مرة في 10 أكتوبر 2001، في عهد رئيس الولايات المتحدة جورج بوش الابن، في أعقاب هجمات 11 سبتمبر على الولايات المتحدة. في البداية، تضمنت القائمة 22 من أبرز الإرهابيين المشتبه بهم الذين اختارهم مكتب التحقيقات الفيدرالي، وجميعهم سبق اتهامهم بارتكاب أعمال إرهابية بين عامي 1985 و 1998. لم يتم القبض على أي من الـ 22 من قبل الولايات المتحدة أو غيرها من السلطات بحلول ذلك التاريخ. من بين 22، كان أسامة بن لادن فقط مدرجًا بالفعل على قائمة مكتب التحقيقات الفيدرالي العشرة المطلوبين الهاربين.
هذه قائمة بأسماء أكثر الإرهابيين مطلوبية لمكتب التحقيقات الفيدرالي وعددهم 22 إرهابي وهم :

## قتل
- عماد فايز مغنية (قتل).
- محمد عاطف (قتل).
- أسامة بن لادن (قتل).
- أبو بكر البغدادي (قتل)
- أبو نور -الدين رستموف (قتل).
- فاضل عبد الله محمد (قتل).
- مصطفى محمد فضيل (قتل).
- فهد محمد علي مسالم (قتل).
- شيخ أحمد سالم سويدان (قتل).
- أبو أنس الليبي (قتل).
- أحمد محمد حامد علي (قتل).
- محسن موسى متولي عطوة (قتل).
- عبد الله أحمد عبد الله (قتل).
- أيمن الظواهري (قتل).
- علي عطوة (تُوفي بسبب السرطان).

## تم القبض عليه
- خالد شيخ محمد (تم القبض عليه).
- أحمد المغسل (تم القبض عليه).
- أحمد غيلاني (تم القبض عليه).

## لم يتم القبض عليه بعد
- حسن عز الدين (لم يتم القبض عليه بعد).
- عبد الرحمن ياسين (لم يتم القبض عليه بعد).
- علي سعيد بن علي الحوري (لم يتم القبض عليه بعد).
- إبراهيم صالح محمد اليعقوب (لم يتم القبض عليه بعد).
- عبد الكريم حسين محمد الناصر (لم يتم القبض عليه بعد).
- سيف العدل (لم يتم القبض عليه بعد).